# Nya äventyr med Nalle Puh
Nya äventyr med Nalle Puh (engelska: The New Adventures of Winnie the Pooh) är en amerikansk animerad TV-serie som ursprungligen visades i 50 avsnitt åren 1988-1991 och är baserad på A.A. Milnes litterära figur Nalle Puh. Sedan dess har också ett antal specialavsnitt av serien producerats. Serien är en fortsättning på långfilmen Filmen om Nalle Puh från 1977.

## Figurer
Se huvudartikel: Nalle Puh (Disney)

## Nya äventyr med Nalle Puh i Sverige
Tv-serien fick premiär i svensk tv på TV3 hösten 1989 i kanalens skandinaviska version på Disneyklubben, ett program som senare skulle tas över av SVT. Ett år senare köptes den upp av SVT som har sänt den i repris ett flertal gånger, bl.a. som inslag i Disneydags. Flera avsnitt finns utgivna i Sverige både på VHS och DVD. Sedan 2003 har flera DVD-filmer med vardera fyra avsnitt av tv-serien getts ut under titeln Nalle Puhs magiska värld (motsvaras av Magical World of Winnie the Pooh på Region 1). Nya äventyr med Nalle Puh har visats i olika perioder på Disneys barnkanaler. På sommaren 2011 visades serien dagligen på Playhouse Disney. Sedan 19 juli 2023 finns hela serien på streamingtjänsten Disney +.

## Svenska röster
Serien har dubbats av två företag, Media Dubb för TV3 och KM Studio för SVT, VHS, DVD och Disney Junior.

### KM Studio
- Nalle Puh - Olli Markenros (version 1), Guy de la Berg (version 2)
- Tiger - Peter Wanngren (version 1), Rolf Lydahl (version 2)
- Nasse - Jörgen Lantz (version 1), Michael Blomqvist (version 2)
- I-or - John Harryson (version 1), Benke Skogholt (version 2)
- Kanin - Charlie Elvegård
- Sorken - Hans Lindgren
- Christoffer Robin - Ulf Bergstrand (version 1), Tobias Swärd och Niels Pettersson (version 2)
- Kängu - Christel Körner (version 1), Monica Forsberg (version 2)
- Ru - Jimmy Björndahl (version 1), Kalle Lundberg (version 2)
- Uggla - Carl Billquist (version 1), Gunnar Uddén (version 2)
- Christoffer Robins mamma - Monica Forsberg
- Ledmotivet sjungs av Anders Öjebo
- Sångtexten till ledmotivet är i version 1 skriven av Monica Forsberg och i version 2 densamma som i Media Dubbs version

### Media Dubb
- Nalle Puh - Tor Isedal
- Tigger - Steve Kratz
- Nasse - Jörgen Lantz
- I-or - John Harryson
- Kanin - Charlie Elvegård
- Christoffer Robin - Robin Kjellberg
- Kängu - Karin Miller
- Ru - Magnus Sahlberg
- Uggla - Carl Billquist
- Övriga rollfigurer - Lena Ericsson, Andreas Nilsson, Per Sandborgh
- Ledmotivet sjungs av Thomas Vikström

Översättning: Gunnar Ernblad

## Avsnitt

### Säsong 1 (1988-1989)
Visades på ABC på lördagsmorgnar.
- 1. Pooh Oughta Be In Pictures (1988-09-10)
- 2. Friend In Deed / Donkey For a Day (1988-09-17)
- 3. There's No Camp Like Home / Ballonatics (1988-09-24)
- 4. Find Her, Keep Her (1988-10-01)
- 5. The Piglet Who Would Be King (1988-10-08)
- 6. Cleanliness Is Next To Impossible (1988-10-15)
- 7. The Great Hunny Pot Robbery (1988-10-22)
- 8. Stripes / Monkey See, Monkey Do Better (1988-10-29)
- 9. Babysitter Blues (1988-11-05)
- 10. How Much Is That Rabbit In The Window? (1988-11-12)
- 11. Nothing But the Tooth / Gone With The Wind (1988-11-19)
- 12. Paw And Order (1988-12-03)
- 13. Trap As Trap Can / Hunny For A Bunny (1988-12-10)
- 14. The Masked Offender / Things That Go Piglet In The Night (1988-12-17)
- 15. Luck Amok / Magic Earmuffs (1988-12-24)
- 16. The Wishing Bear (1988-12-31)
- 17. The Rats Who Came To Dinner / King Of The Beasties (1989-01-07)
- 18. My Hero / Owl Feathers (1989-01-14)
- 19. A Very, Very Large Animal / Fish Out Of Water (1989-01-21)
- 20. Lights Out / Tigger's Shoes (1989-01-28)
- 21. The "New" Eeyore / Tigger, Private Ear (1989-02-04)
- 22. Party Poohper / The Old SwitcheRoo (1989-02-11)
- 23. Me And My Shadow / To Catch a Hiccup (1989-02-18)
- 24. Bubble Trouble / Rabbit Marks The Spot (1989-02-25)
- 25. Good Bye Mr. Pooh / GroundPiglet Day (1989-03-04)
- 26. Alls Well That Ends Wishing Well (1989-03-11)

### Säsong 2 (1989)
Visades på ABC på lördagmornar.
- 27. Un-Valentine's Day (1989-09-09)
- 28. No Rabbit's A Fortress / The Monster FrankenPooh (1989-09-16)
- 29. Where Oh Where Has My Piglet Gone? / Up, Up And Awry (1989-09-23)
- 30. Eeyore's Tail Tale / Three Little Piglets (1989-09-30)
- 31. Prize Piglet / Fast Friends (1989-10-07)
- 32. Pooh Moon / Caws And Effect (1989-10-14)

### Säsong 3 (1990)
Visades på ABC på lördagmornar.
- 33. Oh, Bottle / Owl In The Family (1990-09-08)
- 34. Sham Pooh / Rock-A-Bye Pooh Bear (1990-09-15)
- 35. What's the Score, Pooh? / Tigger's House Guest (1990-09-22)
- 36. Rabbit Takes A Holiday / Eeyi Eeyi Eeyore (1990-09-29)
- 37. Pooh Skies (1990-10-06)
- 38. April Pooh / To Bee Or Not To Bee (1990-10-13)
- 39. A Knight To Remember (1990-10-20)
- 40. Tigger Is The Mother Of Invention / The Bug Stops Here (1990-10-27)
- 41. Easy Come, Easy Gopher / Invasion Of The Pooh Snatcher (1990-11-03)
- 42. Tigger Got Your Tongue? / A Bird In The Hand (1990-11-10)

### Säsong 4 (1991)
Visades på ABC.
- 43. Sorry, Wrong Slusher (1991-09-14)
- 44. Grown, But Not Forgotten (1991-09-15)
- 45. Pooh Day Afternoon (1991-09-16)
- 46. The Good, The Bad, And The Tigger (1991-09-21)
- 47. Home Is Where The Home Is (1991-09-22)
- 48. Shovel, Shovel Toil And Trouble / Cloud, Cloud Go Away (1991-09-23)
- 49. The Wise Have It / To Dream the Impossible Scheme (1991-09-30)
- 50. Piglet's Poohetry / Owl's Well That Ends Well (1991-10-07)

### Specialavsnitt
Visades, med ett undantag, på ABC.
- 51. Christmas Too (1991-12-14)
- 52. Boo To You Too (1996-10-25, visad på CBS)
- 53. A Winnie the Pooh Thanksgiving (1998-11-14)
- 54. A Valentine For You (1999-02-13)

### Videoutgivning
En mängd video-filmer och DVD-filmer med avsnitt från TV-serien har getts ut både i USA och Sverige. Sedan 2003 utkommer en serie DVD-filmer under titeln Nalle Puhs magiska värld (The Magical World of Winnie the Pooh), där fyra avsnitt samlas på varje skiva.
Därutöver tillkommer fem filmer (med olika teman) som ibland felaktigt presenterats som nya, men består egentligen helt eller till största delen av material från tv-serien blandat med nytt material.
- Nalle Puh: Spökligt roligt & Buh Nalle Puh (Winnie the Pooh: Spookable Fun & Boo To You Too, 1996)

Innehåller diverse avsnitt från TV-serien.
- Nalle Puh: Vännernas fest (Winnie the Pooh: Seasons Of Giving, 1999)

Innehåller avsnitt 4, 25B och 53.
- Nalle Puh: Jullovet (Winnie the Pooh: A Very Merry Pooh Year, 2002)

Innehåller avsnitt 51, samt nytt material.
- Nalle Puh: Alla hjärtans dag (Winnie the Pooh: Un-Valentine’s Day & A Valentine For You, 2004)

Innehåller avsnitt 27 och 54.
- Puhs Heffaklump Halloween (Pooh's Heffalump Halloween Movie, 2005)

Innehåller avsnitt 52, samt nytt material.